# Stenygrocercus recineus
Stenygrocercus recineus – gatunek pająka z infrarzędu ptaszników i rodziny Euagridae.

## Taksonomia
Gatunek ten opisany został po raz pierwszy w 1991 roku przez Roberta Ravena. Jako lokalizację typową wskazano Riviére des Pirogues na Nowej Kaledonii.

## Morfologia
U jedynej zmierzonej samicy ciało ma 9 mm długości przy prosomie długości 4 mm i szerokości 3,2 mm, a opistosmie (odwłoku) długości 4,3 mm i szerokości 2,7 mm. Karapaks jest żółtobrązowy, porośnięty delikatnymi, czarnymi włoskami. Ośmioro oczu rozmieszczonych jest na planie prostokąta. Oczy pary przednio-środkowej leżą na wzgórku, w widoku grzbietowym nieco bardziej z tyłu niż pary przednio-bocznej, natomiast oczy pary tylno-środkowej leżą bardziej z przodu niż pary tylno-bocznej. Jamka karapaksu jest krótka, odgięta, opatrzona jedną parą szczecinek fowealnych. Nadustek jest niski. Żółtobrązowe szczękoczułki mają 7 ząbków dużych i 11 ząbków mniejszych na przedniej krawędzi bruzdy, a w nasadowo-środkowej części bruzdy 5 drobnych ząbków i od 30 do 40 ziarnistości. Barwa wargi dolnej, szczęk i sternum jest żółtobrązowa. Odnóża są żółtawobrązowe, pozbawione obrączkowania, o trichobotriach rozmieszczonych w dwóch szeregach na goleniach, jednym, prostym, liczącym 10 sztuk szeregu na nadstopiach i jednym, prostym szeregu na stopach. Pazurki parzyste mają od 7 do 15 ząbków rozmieszczonych w S-kształtnym szeregu, a pazurek trzeci od jednego do trzech ząbków. Opistosoma jest z wierzchu czerwonobrązowa z dużą, bladą łatą na przedzie i czterema parami nieregularnych, bladych znaków w tyle, od spodu zaś rudobrązowa z bladą łatą pośrodku. Kądziołki przędne są żółtobrązowe z wierzchu i rudobrązowe od spodu. Genitalia samicy zawierają cztery spermateki (dwie pary) o prostych, w obrębie pary zlanych nasadach, jedno- lub dwukrotnie skręconych częściach środkowych i powiększonych zbiornikach szczytowych.

## Ekologia i występowanie
Pająk ten zasiedla równikowe lasy deszczowe. Znajdywany jest na rzędnych od 350 do 400 m n.p.m.
Gatunek endemiczny dla Nowej Kaledonii, znany wyłącznie z lokalizacji typowej.